# Dit del mig
El dit del mig és el tercer dit de la mà humana, situat entre el dit índex i l'anular. Se l'anomena també dit mitger, dit mitjancer, dit del cor, dit llépol, dit llarg o dit gran.